# Antigravity yoga

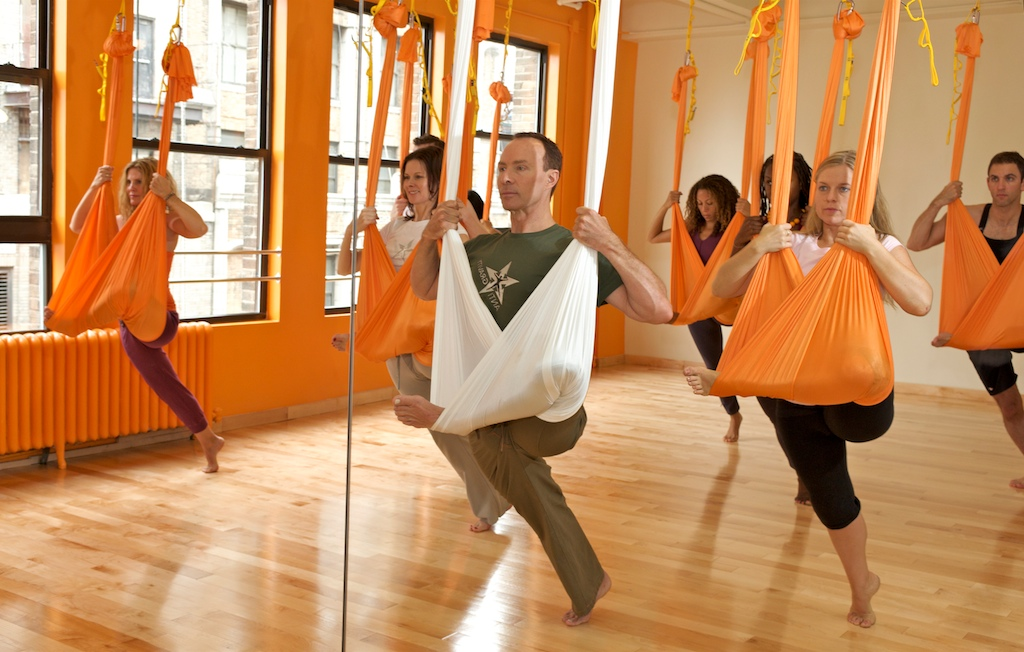
Grupp som utövar antigravity yoga.

Antigravity yoga är en form av yoga som bygger på traditionella yogaposer, pilates och dans och utförs hängande i en speciell hängmatta som hänger som en gunga från taket. Vissa personer kan ha lättare att utföra vissa yogapositioner i hängmatta som till exempel huvudstående. Att ryggraden sträcks ut istället för att tryckas ihop kan vara gynnsamt för personer med ryggproblem.   
Andra namn på begreppet är yogawing, wing yoga, zero-gravity yoga, aerial yoga, air yoga.  
Det finns inte så mycket forskning på hälsoeffekter av antigravity yoga då det är en så pass ny företeelse, men den ger avslappning och stretching när muskler och leder tänjs och ryggraden sträcks ut när kroppen hänger fritt.
Sedan 2013 finns det kurser i antigravity yoga i Sverige.